# Wellesley College

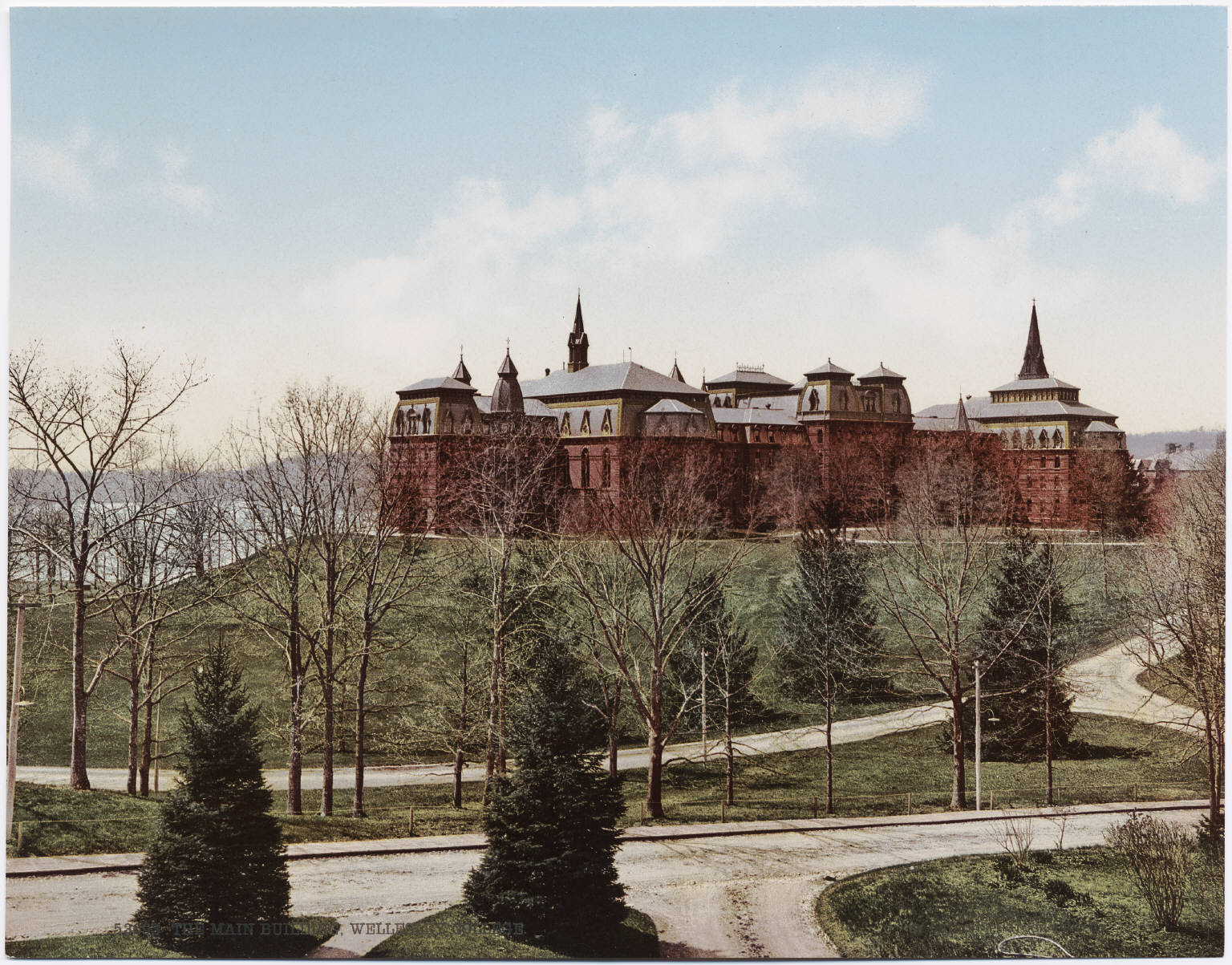
Een fotochroomafbeelding van Wellesley College rond de eeuwwisseling.

Wellesley College is een Amerikaans particulier liberal arts college voor vrouwen in Wellesley (Massachusetts), niet ver van Boston. Het werd in 1870 opgericht, met de eerste lessen in 1875, en is een van de oorspronkelijke Seven Sisters - prestigieuze, historische colleges voor vrouwen in het noordoosten van de VS. Wellesley College staat steevast hoog genoteerd in de Amerikaanse rankings van liberal arts colleges.
De studentenpopulatie bedraagt ongeveer 2400, met studenten uit alle staten van de Verenigde Staten en uit 75 landen.

## Alumni
Enkele bekende alumni van Wellesley College zijn:
- Harriet Adams (1892-1982), schrijfster
- Madeleine Albright (1937-2022), politica en diplomate
- Laura Allen (1974), actrice
- Lisa Alther (1944), schrijfster
- Barbara Babcock (1937), actrice
- Blanche Baker (1956), actrice, filmproducente en scenarioschrijfster
- Katharine Lee Bates (1859-1929), liedjesschrijfster
- Emilie Benes Brzezinski (1932), beeldhouwster
- Annie Cannon (1863-1941), astronome
- Hillary Clinton (1947), politica
- Marjory Stoneman Douglas (1890-1998), schrijfster en activiste
- Nora Ephron (1941-2012), filmregisseuse en -producente, schrijfster en journaliste
- Rosario Ferré (1938), schrijfster uit Puerto Rico
- Colette Flesch (1937), Luxemburgs politica
- Betty Freeman (1921-2009), fotografe en filantrope
- Nancy Friday (1933), schrijfster
- Marjorie Grene (1910-2009), filosofe en biologe
- Carolyn Gold Heilbrun (1926-2003), schrijfster
- Lisa Kleypas (1964), schrijfster
- Judith Krantz (1928-2019), schrijfster
- Rosalind E. Krauss (1941), kunstcritica en hoogleraar
- Rebecca Lancefield (1895-1981), microbiologe
- Ali MacGraw (1939), actrice
- Chirlane McCray, schrijfster en politiek figuur
- Song Meiling (1897-2003), echtgenote van Chiang Kai-shek
- Pamela Melroy (1961), luchtmachtofficier en astronaute
- Anne W. Patterson (1949), diplomate
- Ruth Baker Pratt (1877-1965), politica
- Santha Rama Rau (1923-2009), Indisch-Amerikaans schrijfster
- Anne Revere (1903-1990), actrice
- Nayantara Sahgal (1927), Indiaas schrijfster
- Diane Sawyer (1945), televisiejournaliste
- Elisabeth Shue (1963), actrice
- Cathy Song (1955), dichteres
- Mildred Spitz (1919-2011), Amerikaans schrijfster
- Charlotte Anita Whitney (1867-1955), activiste
- Bing Xin (1900-1999), Chinees schrijfster
- Michelle Ye (1980), actrice uit Hongkong